# Coco Chanel (singolo)
Coco Chanel è un singolo della cantautrice italiana Gaia, pubblicato il 21 agosto 2020 come secondo estratto dal primo album in studio Genesi.

## Descrizione
Il brano è scritto dalla stessa cantautrice con Gerardo Pulli e Piero Romitelli, questi ultimi due anche produttori con Simon Says!.

## Video musicale
Il video musicale, diretto dagli YouNuts!, gruppo composto da Niccolò Celaia e Antonio Usbergo, è stato pubblicato in concomitanza dell'uscita del brano attraverso il canale YouTube della cantautrice e ha visto la partecipazione dell'attore italiano Sergio Ruggeri.

## Tracce
Testi di Gaia Gozzi, Gerardo Pulli e Piero Romitelli, musiche di Gaia Gozzi, Simone Privitera, Gerardo Pulli e Piero Romitelli.
1. Coco Chanel – 2:24

## Successo commerciale
In Italia il brano è stato l'81º più trasmesso dalle radio nel 2020.

## Classifiche
| Classifica (2020) | Posizione massima |
| ----------------- | ----------------- |
| Italia            | 36                |